# کراون پرینسس (کشتی)
کراون پرینسس (کشتی) (به انگلیسی: Crown Princess (ship)) یک کشتی است که طول آن ۹۵۱ فوت (۲۹۰ متر) و ارتفاع آن ۱۹۵ فوت (۵۹ متر) می‌باشد. این کشتی در سال ۲۰۰۶ ساخته شد.